# 1089年
| 千纪： | 2千纪 |
| 世纪： | 10世纪 \| 11世纪 \| 12世纪                                                                                 |
| 年代： | 1050年代 \| 1060年代 \| 1070年代 \| 1080年代 \| 1090年代 \| 1100年代 \| 1110年代                           |
| 年份： | 1084年 \| 1085年 \| 1086年 \| 1087年 \| 1088年 \| 1089年 \| 1090年 \| 1091年 \| 1092年 \| 1093年 \| 1094年 |
| 纪年： | 己巳年（蛇年）；辽大安五年；北宋元祐四年；西夏天儀治平三年；大理建安七年；越南廣祐五年；日本寬治三年       |

## 大事记
- 宋新黨前左僕射中書侍郎蔡確，被貶為鄧州知州，漢陽軍知軍吳處厚、左諫議大夫梁燾、右正言劉安世等誣害蔡確，舊黨尚書右僕射中書侍郎范純仁力救，太皇太后流放蔡確於新州。

## 出生
- 大慧宗杲禪師
- 何㮚，北宋宰相
- 傅察，北宋官员。
- 耨盌溫敦思忠，金国官员
- 莫俦，宋徽宗政和二年壬辰科状元。
- 韩世忠，南宋名将
- 金月，印度耆那教學者

## 逝世
- 呂公著，北宋宰相
- 曹佾，北宋外戚
- 欽慈陳皇后，宋神宗妃、宋徽宗生母。
- 耶律糾里，辽国公主
- 蘭弗朗克，坎特伯雷大主教